# Stackars matros

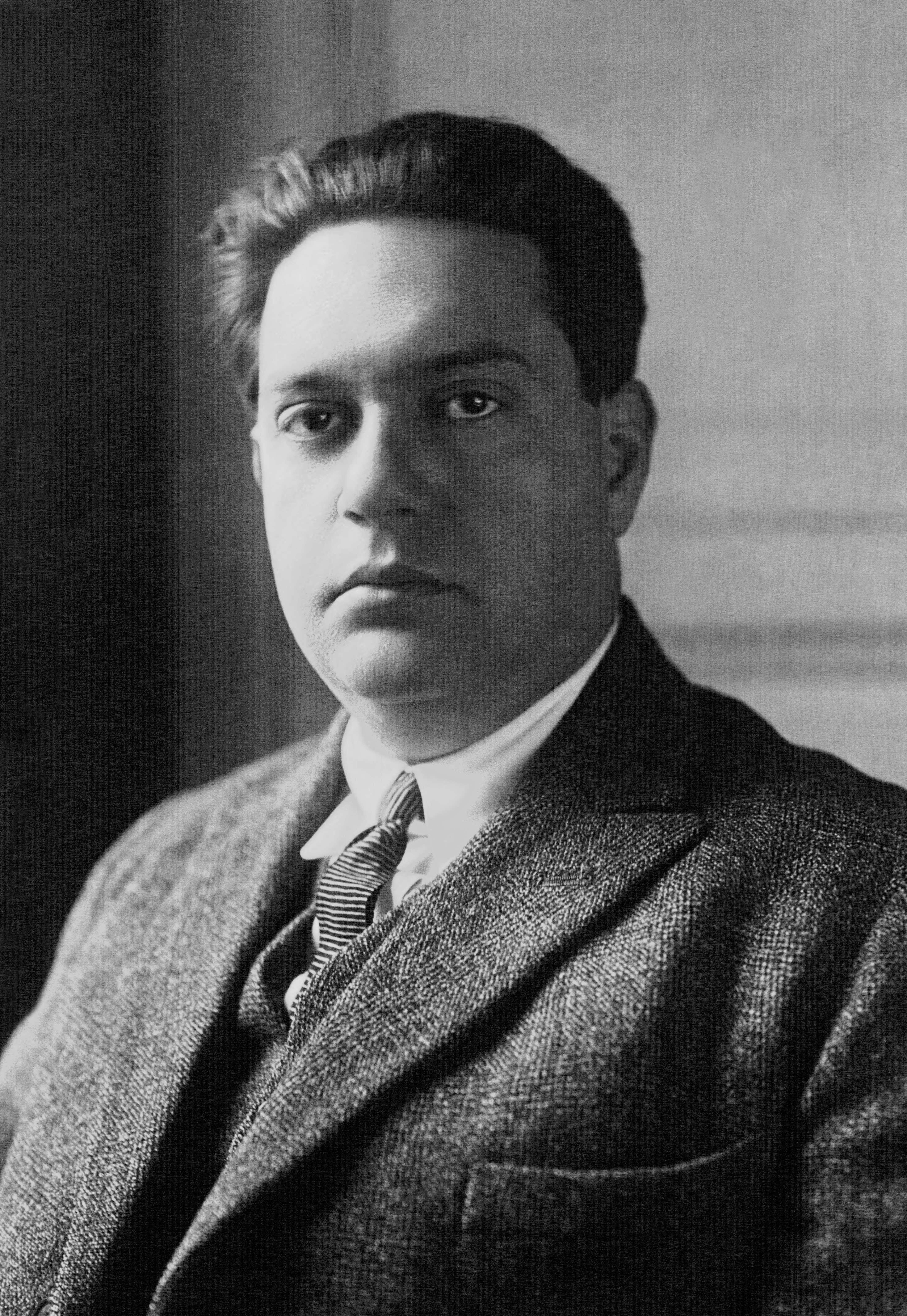
Darius Milhaud

Stackars matros (franska: Le Pauvre Matelot) är en opera (klagosång) i en akt (tre scener) med musik av Darius Milhaud. Libretto av Jean Cocteau. Den hade premiär 16 december 1927 på Opéra-Comique i Paris. Le Pauvre matelot är kort, endast 35 minuter, och tillägnades Henri Sauguet. Milhaud dirigerade en komplett inspelning 1956. Även om Cocteau hävdade att historien var inspirerad av en tidningsartikel kan scenariot återfinnas i en fransk 1600-talssång 'Le Funeste Retour', och tragedien Der vierundzwanzigste Februar av Zacharias Werner från 1808.

## Historia
Operan handlar om ett mord, som Milhaud och Cocteau fick inspiration till från ett tidningsreportage. En sjömanshustru slår av misstag ihjäl sin make, för att komma åt ett pärlhalsband. Milhaud och Cocteau kallade verket för en ballad i tre strofer, och musiken är medvetet enkel med klanger av franska sjömansvisor och skillingtryck. 1934 omarbetade Milhaud partituret och reducerade orkestern och sedan har verket uppförts i nästan hela världen.
Operan uruppfördes den 16 december 1927 på Opéra-Comique i Paris. Svensk premiär 9 februari 1993 på Stora Teatern, Göteborg.
I Bryssel blev verket en framgångsrik del av en tredelad föreställning på La Monnaie i slutet av 1927 dirigerad av Corneil de Thoran, där den föregicks av premiären på Antigone av Arthur Honegger och följdes av Shéhérazade. Den tyska premiären ägde rum på Krolloper med Alexander von Zemlinsky som dirigent 1929 och med Jarmila Novotná i den kvinnliga huvudrollen. 1934 framträdde en annorlunda sammansatt orkester i Genève under ledning av Hermann Scherchen. Vid samma tillfälle framfördes även L'Histoire du Soldat av Igor Stravinskij och året därpå fick operan nypremiär på Opéra-Comique. I Turin, Florens och Prag framfördes operan 1934 och 1935.
Den amerikanska premiären producerades av Curtis Institute of Music och ägde rum 1 april 1937 på "Philadelphia Academy of Music" i en uppsättning regisserad av den österrikiske kompositören, librettisten och regissören Ernst Lert. Operan framfördes tillsammans med världspremiären av Gian Carlo Menottis Amelia Goes to the Ball. Båda operorna dirigerades av Fritz Reiner.

## Personer
| Roller       | Röstläge | Premiärbesättning 16 december 1927 (Dirigent: Georges Lauweryns) |
| ------------ | -------- | ---------------------------------------------------------------- |
| Hustrun      | sopran   | Madeleine Sibille                                                |
| Matrosen     | tenor    | Legrand                                                          |
| Hans svärfar | bas      | Félix Vieuille                                                   |
| Hans vän     | baryton  | Louis Musy                                                       |

## Handling
Operan utspelar sig i en fransk hamnstad på 1920-talet. Föreställningen varar omkring 40 minuter.
Scen 1.
Sjömanshustrun har väntat i 15 år på att hennes man skall komma hem, och fastän alla andra tror att han är död vidhåller hon att han är i livet och skall återvända en dag. Hennes mans vän försöker övertala henne att gifta sig med honom, men hon väntar troget. En dag kommer mannen verkligen men går först till vännen för att höra om hans hustru har varit honom trogen. Vännen bekräftar det och vill genast skynda till henne och berätta den glada nyheten men matrosen vill först pröva hennes kärlek.
Scen 2.
Nästa dag beger han sig till hustruns lilla bar. Hon känner inte igen honom och han säger att han har nyheter om hennes man, som är på hemväg förföljd av fordringsägare. Hon beklagar att hon inte kommer att kunna hjälpa honom eftersom hon inte har några pengar, men hon är överlycklig vid tanken på att äntligen få se honom igen, fastän främlingen inbillar henne att mannen far varit älskare år en kannibaldrottning. Han visar henne några pärlor som han har fått som ersättning för att han träder i hennes mans ställe. Främlingen ber om nattlogi hos sin hustru och hennes far, och vännen, som är nyfiken på hur det hela skall avlöpa, gör sig ärende dit och lämnar tillbaka en hammare han har lånat.
Scen 3.
På natten kommer sjömanshustrun in med hammaren i handen och ämnar döda sjömannen. Hon tänker sig för, men till sist slår hon honom i huvudet med hammaren och tar pärlorna, som hon tänker använda till att betala mannens påstådda skulder med när han kommer tillbaka. Därefter övertalar hon sin far att hjälpa till att forsla bort kroppen och så sätter hon sig för att vänta på att mannen skall komma hem.